# 鍾聲堅
锺声坚（1958年—），仁恒置地集團有限公司創辦人、董事長及首席執行官，出生於廣東省陸豐縣。

## 生平
在1958年出生的鍾聲堅，便開始做貿易起家，包括买卖纸张、机器等，之後轉為製造業，包括造纸厂、铝箔厂、复合肥厂、印刷厂等企業，到了1988年開始移居新加坡，1992年，他進行涉足房地產試點，1993年，他正式創立仁恒置地集團有限公司，首次進軍上海房地產業務，最早項目是位於上海浦东的仁恒广场，其後開拓華東、華南、華北等房產地區。
2006年6月22日，他一手創立公司，成功在新加坡交易所上市至今。

## 連結
- 钟声坚和他的生意经 聯合早報網 （页面存档备份，存于）
- 仁恒置地董事長钟声坚 華商韜略[永久]